# Жена Спитамена
Жена Спитамена (IV век до н. э.) — неизвестная по имени супруга Спитамена; возможно, мать жены Селевка I Апамы.
Спитамен, с которым на протяжении длительного времени не могли справиться военачальники Александра Македонского, был одним из самых упорных противников македонян во время их Восточного похода. В соответствии с «Историей Александра Великого Македонского» Квинта Курция Руфа, вместе со Спитаменом все невзгоды бродячей жизни была вынуждена переносить его жена, в которую тот был очень сильно влюблён. Однако, устав от такого существования, она стала искать способы повлиять на мужа, чтобы тот сдался на милость царя. Сначала женщина пыталась прибегнуть к помощи трёх взрослых сыновей. Спитамен, посчитав, что супруга пытается предать, сперва её прогнал, едва не убив, но потом вновь сошёлся, уговаривая претерпеть все удары судьбы, так как «смерть легче сдачи». В начале 327 года до н. э., обманув притворным повиновением, она убила мужа во время сна, а его голову отдала рабу сообщнику, после чего поспешила к македонянам. Александр, понимая всю важность оказанной ему услуги, все жё не смог сдержать своего отвращения к коварному убийству женщиной собственного мужа, так её любившего, и велел покинуть лагерь, «опасаясь как бы пример варварской жестокости не повлиял на нравы и податливые характеры греков.» О дальнейшей её судьбе не сообщается.
По замечанию В. Хеккеля, жена Спитамена, несомненно, была исторической личностью, однако того, согласно Арриану, убили после своего поражения массагеты, отославшие голову Александру в знак примирения. Прагматическую версию Арриана в ущерб «более романтической» Курция Руфа считают более правдоподобной Г. А. Кошеленко и В. А. Гаибов. А. С. Балахванцев назвал историю Курция Руфа, взятую у Клитарха, абсолютно вымышленной. Д. А. Щеглов охарактеризовал её фантастической и театральной. По предположению Г. Берве, жену и детей Спитамена скифы выдали Александру, и тот обращался с ними с большим почётом. А. С. Шофман отметил, что сложно сказать, какая версия является верной. К. В. Тревер предложила рассматривать поступок жена Спитамена вне отрыва от настроений среднеазиатской знати.
Возможно, что дочерью Спитамена и его жены была Апама, вышедшая в 324 году до н. э., во время организованной грандиозной пятидневной свадьбы в Сузах, замуж за Селевка. В таком случае, как отметил Хеккель, возникают основания считать жену Спитамена имевшей отношение к династии Ахеменидов, что тем не менее вряд ли возможно. Однако В. Тарн назвал её дочерью Артаксеркса II.